# Máfia romena
A máfia romena ou crime organizado romeno (em romeno: Mafia Românească) é a categoria de grupos de crime organizado cujos membros são cidadãos da Romênia ou vivem no exterior na diáspora romena. Nos últimos anos, eles expandiram suas atividades criminosas na União Europeia, lê-se um relatório da Europol sobre o crime organizado na UE, sendo mais ativos principalmente na Itália, Espanha e Reino Unido. A máfia romena é composta por vários grupos organizados principais, que por sua vez têm redes mais amplas por toda a Europa e até alcançaram a América do Norte e Central.
Incluindo grandes roubos e alguns dos maiores golpes da história, a máfia romena é conhecida mundialmente por clonagens de caixas eletrônicos, bem como por aliciamento e tráfico de drogas. As gangues são organizadas horizontalmente, sendo o líder de um grupo chamado ‘Nașu’, que significa “Padrinho” em romeno. Alguns grupos da Máfia na Romênia, também conhecidos como “Clanuri Interlope” ou “Brigăzi”, têm códigos de silêncio e também tatuagens marcadas da Máfia. A polícia na Austrália, que lidou com uma onda violenta de gangues romenas, disse que “Os romenos são uma das empresas criminais mais difíceis de desmantelar devido ao fato de que geralmente só lidam com outros romenos e podem ser extremamente violentos quando necessário. As gangues da Máfia Romena nas Américas são diferentes daquelas na UE, onde nas Américas a máfia romena construiu um pacto muito lucrativo com o Cartel de Sinaloa”.
Na Romênia, as organizações criminosas têm profundas conexões com a política.

## Atividades regionais e nacionais

### Itália
Na Itália, a maioria dos criminosos romenos está envolvida em roubo e aliciamento, no entanto, em Turim, eles criaram uma máfia ao estilo italiano dentro de sua comunidade local, extorquindo dinheiro de clubes noturnos romenos que administravam prostitutas, e imporiam seus próprios negócios e cantores em casamentos à força.
Em Turim, criminosos romenos criaram o grupo ‘Brigada Oarza’, especializado em extorsão, roubo e tráfico de drogas. Em 2014, 15 membros da Brigada Oarza foram condenados por se filiar à máfia, sendo condenados a até 15 anos de prisão. Essa foi a primeira sentença italiana que condenou um grupo de pessoas romenas por associação criminosa ao estilo máfia. O líder da Brigada Oarza era supostamente um ex-boxeador profissional chamado Viorel Iovu.

### México
O Daily Mail relatou pela primeira vez as atividades da máfia romena nas áreas turísticas do estado do sudeste de Quintana Roo em setembro de 2015. O artigo dizia que USD $5 milhões estavam sendo roubados por mês via cartões bancários clonados em Cancún, Playa del Carmen, Tulum e Cozumel, e que a organização havia roubado informações de 32.000 pessoas. Em junho de 2020, a organização sem fins lucrativos Mexicanos Contra la Corrupción y la Impunidad (“Mexicanos contra a Corrupção e a Impunidade”, MCCI), juntamente com o Projeto de Relatório sobre Crime Organizado e Corrupção (OCCRP), apresentou uma investigação que demonstrou que a máfia romena havia realmente chegado ao México em março de 2014 e se espalhado para outros estados, incluindo Jalisco e Guanajuato. A partir de 2014, o grupo tinha um contrato para instalar caixas eletrônicos em bancos em áreas turísticas, e até meados de 2019, havia roubado $1.2 bilhões. O empresário romeno Florian Tudor (El Tiburón “O Tubarão”) foi preso em Quintana Roo em 2019, mas liberado algumas horas depois por falta de provas. Tudor negou sua culpabilidade e implicou Constantin Marcu em vez disso. Marcu, um extorsionário conhecido, foi morto durante uma suposta tentativa de sequestro do primo de Tudor em 2018. Em fevereiro de 2021, dezenas de cidadãos romenos foram presos no aeroporto de Cancún e, dias depois, 136 foram autorizados a entrar no país e quatro foram deportados porque havia um alerta de viagem contra eles. No dia seguinte, Santiago Nieto, chefe da Unidade de Inteligência Financeira do México (UIF), anunciou que 79 contas de mexicanos e romenos haviam sido congeladas por clonagem de cartões de crédito e débito. Líderes empresariais e políticos mexicanos proeminentes foram incluídos na lista. Hackers mexicanos e venezuelanos também foram implicados. O Partido Verde Ecologista do México (PVEM) removeu seu líder legislativo em Quintana Roo, José de la Peña Ruiz de Chávez, por sua relação com a máfia em 10 de fevereiro de 2021.

## Crimes Graves

### Tráfico sexual

Bandeira romena

Na Europa, a Romênia continua sendo o maior país de origem para vítimas de tráfico de trabalho e sexo. A maioria das vítimas encontradas são mulheres que foram traficadas e exploradas sexualmente na Romênia, bem como em outras nações europeias como Áustria, Irlanda, Itália, Espanha e Reino Unido. Crianças que vivem ou se formam em instituições governamentais, crianças cujos pais migram para o exterior em busca de emprego, indivíduos da comunidade Roma, mulheres de baixa renda e com educação, migrantes e solicitantes de asilo estão entre as populações vulneráveis. Baseados em relações com a família ou hobbies compartilhados, os traficantes trabalham sozinhos ou em pequenos grupos.
Mulheres romenas estão sendo forçadas ao sexo comercial ou ao trabalho depois de serem recrutadas para casamentos fictícios na Europa Ocidental. ONGs e representantes governamentais afirmam que os traficantes estão recrutando vítimas cada vez mais, especialmente crianças, por meio das redes sociais e da internet. Na Romênia, o número de vítimas de tráfico que foram identificadas é de cerca de 50%. Crianças em instalações administradas pelo governo ainda correm o risco de serem vítimas de tráfico sexual, especialmente meninas que residem em lares e centros de colocação para pessoas com deficiências. Várias organizações não governamentais observaram que meninas menores de idade são recrutadas por ex-ocupantes de lares ou institutos residenciais administrados pelo governo. Traficantes usam a mendicância forçada e a escravidão sexual para tirar vantagem de menores romenos. Crianças de apenas cinco anos são exploradas em trabalho infantil; o abuso de trabalho infantil ainda é subnotificado.
Relatos da mídia sobre crianças trabalhando sazonalmente no setor hoteleiro da costa do Mar Negro ainda estão sendo feitos. Além da mendicância forçada e do roubo na Romênia e em outras nações europeias, traficantes usam adultos e crianças da Romênia para tráfico de trabalho nos campos da agricultura, construção, hotéis, manufatura e serviço doméstico. Há rumores de que traficantes da Romênia e Moldávia se aproveitam de mulheres e meninas moldavas em suas operações por toda a Europa.

#### Drogas
A Romênia faz parte da rota norte dos Bálcãs que é usada para o contrabando de heroína. A heroína é traficada dos portos georgianos no Mar Negro por balsa até Odessa, ou outros destinos na UE, como Romênia ou Bulgária, após o que entra no ramo oriental da principal rota dos Bálcãs para tráfico em direção aos Países Baixos e outros países do oeste e centro da Europa. Organizações criminosas proeminentes têm um histórico de infiltrar estruturas de empresas legais para apoiar suas operações maciças de tráfico de drogas, estabelecendo infraestrutura comercial logística legal. Essas operações ilegais foram encobertas por várias empresas em toda a UE. Conexões-chave são estabelecidas por romenos residentes na América do Sul e sul-americanos residentes na Romênia para grupos de crime organizado envolvidos no comércio de cocaína. Anfetamina é tipicamente traficada da Alemanha, Bélgica e Bulgária, enquanto MDMA/Êxtase encontrado na Romênia é principalmente traficado da Alemanha e dos Países Baixos. A maioria das drogas psicoativas recém-desenvolvidas tem origem na Ásia e geralmente são enviadas para lá via correio.
Além disso, a Romênia agora é uma rota de trânsito de drogas da América do Sul. Atualmente, a cocaína é traficada usando a mesma infraestrutura criminosa que foi criada para traficar grandes quantidades de heroína ou substâncias sintéticas. Para avaliar o risco e passar pela inspeção das autoridades, essa infraestrutura está se disfarçando como legítima. Para grupos de crime organizado interessados em criar novos caminhos alternativos, cidadãos romenos residentes na América do Sul e sul-americanos vivendo na Romênia estabelecem conexões confiáveis. O contrabando de cocaína em rotas marítimas e para portos do Mar Negro na Bulgária e Romênia tem sido mais prevalente nos últimos anos entre gangues criminosas dos Bálcãs, incluindo grupos albaneses, sérvio-montenegrinos e búlgaros.
A cannabis é a droga mais comumente utilizada na Romênia. A maioria dos usuários são jovens, normalmente entre 15 e 34 anos. Embora a maior parte da cannabis na Romênia seja cultivada no solo do país, ela é importada da Albânia, Grécia e Espanha. Embora a Romênia importe cannabis da Espanha e dos Países Baixos, a maioria da droga encontrada lá é fabricada no local. A travessia de fronteira de Vatin/Stamora Moravita é o centro do tráfico de cannabis da Sérvia para a Romênia. Os legisladores romenos estão agora discutindo se devem ou não devem legalizar a cannabis e outros canabinoides para uso médico. O Ministério da Saúde e o governo, no entanto, são veementemente contra a ideia. Além disso, o mercado de drogas sintéticas na Romênia está em ascensão. Embora pesquisas indiquem que anfetaminas e ecstasy ainda sim são mais caros na Romênia do que na Europa Ocidental e que a produção dessas drogas aumentou e os custos diminuíram nos últimos anos.

##### Perigos da vida selvagem
A extração ilegal de madeira em grande escala continua ocorrendo na Romênia. Conforme relatado pela Agência de Investigação Ambiental, mais da metade da colheita anual de madeira da Romênia é feita ilegalmente. Considerando que a nação é lar de uma das maiores florestas remanescentes da região, esse mercado ilícito provavelmente é um dos maiores da UE. A maioria das florestas da Romênia é de propriedade privada, e há evidências da participação de empresas privadas no comércio ilegal de madeira, frequentemente em coordenação com grupos de crime organizado. Existe um sistema de colaboração cega entre a polícia e os madeireiros e guardas florestais ilegais, contribuindo para a corrupção que aflige a indústria florestal.
A Romênia desempenha um papel significativo como rota de trânsito e país de destino para o tráfico de vida selvagem, conforme demonstrado pelas apreensões de produtos de vida selvagem realizadas por autoridades alfandegárias estrangeiras. O esturjão e o caviar provenientes da Romênia são mercadorias ilegais de alto valor. Muitas vezes, o caviar legal, criado em cativeiro é misturado com algum caviar ilícito. A corrupção facilita a caça ilegal de esturjões, e a caça do esturjão beluga é agravada pelo crime organizado e pela falta de outras fontes de renda para as comunidades pesqueiras. Para garantir sua sobrevivência e impedir sua extinção, a Romênia proibiu a captura e venda de esturjões selvagens em 2021. Além disso, há um comércio ilegal considerável de aves na Romênia, geralmente apoiado por redes de italianos que abatem as aves e as transportam para a Itália. Os principais recursos naturais da Romênia incluem urânio, sal, carvão, gás e petróleo. Embora haja relatos ocasionais de roubo de gasolina, o crime organizado não parece estar envolvido em grande escala. O surgimento de economias paralelas poderia representar uma ameaça à Romênia, dado os exemplos relatados de corrupção envolvendo reservas significativas de gás.

## Grupos criminosos mais notórios
A capital da Roménia, Bucareste, está dividida em 6 unidades administrativas denominadas:
- Setor 1: dominado principalmente pelo clã Geamănu, que ficou famoso após roubar o veículo do empresário romeno George Becali.[12] O clã Sadoveanu também opera aqui, envolvido com prostituição.[13]
- Setor 2: controlado pelo clã Caran.[14]
- Setor 3: sob o controle do clã Chira, conhecido por prostituição.[15]
- Setor 4: clã Sportivii, conhecido por extorsão e fraude de cartão de crédito.[16] O Clã Vancica também está ativo neste setor, em particular no negócio de contrabando de cigarros.[12]
- Setor 5: clã Cămătarilor, prostituição, agiotagem.[17]
- Setor 6: clã Luptătorii, extorsão, usura e extorsão.[18]